# Рогатець (община)
Община Рогатець (словен. Občina Rogatec) — одна з общин південно-східній частині Словенії. Адміністративним центром є місто Рогатець.

## Населення
У 2011 році в общині проживало 3135 осіб, 1565 чоловіків і 1570 жінок. Чисельність економічно активного населення (за місцем проживання), 1325 осіб. Середня щомісячна чиста заробітна плата одного працівника (EUR), 781,92 (в середньому по Словенії 987,39). Приблизно кожен другий житель у громаді має автомобіль (48 автомобілів на 100 жителів). Середній вік жителів склав 40,3 роки (в середньому по Словенії 41.8).